# Rodina Adolfa Hitlera

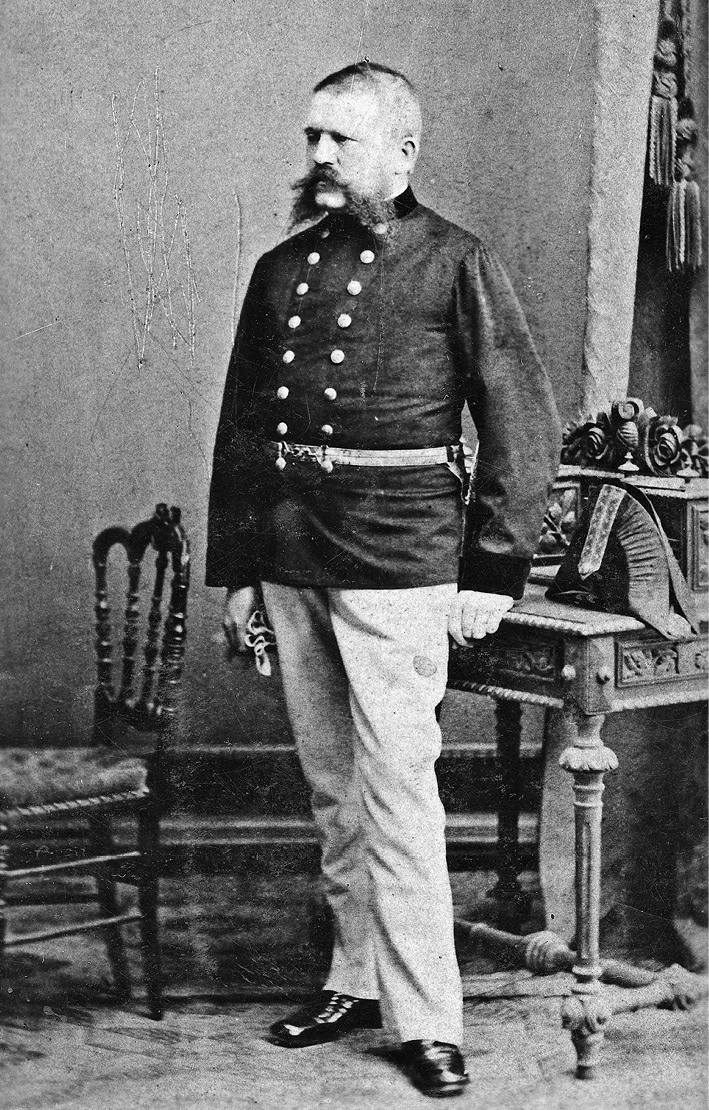
Alois Hitler – otec (1837–1903)

Rodina Adolfa Hitlera pocházela z dolnorakouského regionu Waldviertel, oba jeho rodiče vyrůstali ve Vitorazi a jejich předkové hospodařili v blízkém okolí. Své příjmení psali jako Hiedler nebo Hütler a příjmení Hitler přijal kvůli dědictví až roku 1876 Adolfův otec Alois Hitler, který se narodil jako Alois Schickelgruber. Sloužil jako celní úředník, který se vypracoval do vysoké hodnosti a rodina se několikrát stěhovala, většinou poblíž rakouských hranic. Od roku 1864 žili v Linci, od roku 1875 se usadili v hornorakouském městě Braunau am Inn na bavorských hranicích, kde se roku 1889 Adolf Hitler narodil. V jeho třech letech se odstěhovali do bavorského Pasova a když byl otec roku 1894 opět přeložen do Lince, matka s dětmi zůstala v Pasově. 
Roku 1895 koupil Alois Hitler hospodářství s 3,6 ha polí v Lambachu, asi 50 km jihozápadně od Lince, přestěhoval tam svoji rodinu a odešel s velmi dobrou penzí do důchodu. Hospodářství se mu nedařilo a doma měl stálé konflikty s dětmi, takže většinu času trávil mezi včelami a v hospodě. Většina dětí brzy zemřela a Adolfa se marně snažil přinutit ke studiu a k úřednické dráze. Ačkoliv předtím na obecné škole dobře prospíval, na reálce dvakrát propadl. Když roku 1903 otec náhle zemřel, jeho vdova hospodářství prodala a najala si pěkný byt v Linci. Adolf ihned přestal chodit do reálky v Linci a i když ho matka zapsala na reálku ve Steyeru, odmítal se učit a vymohl si, že se mohl vrátit k matce.

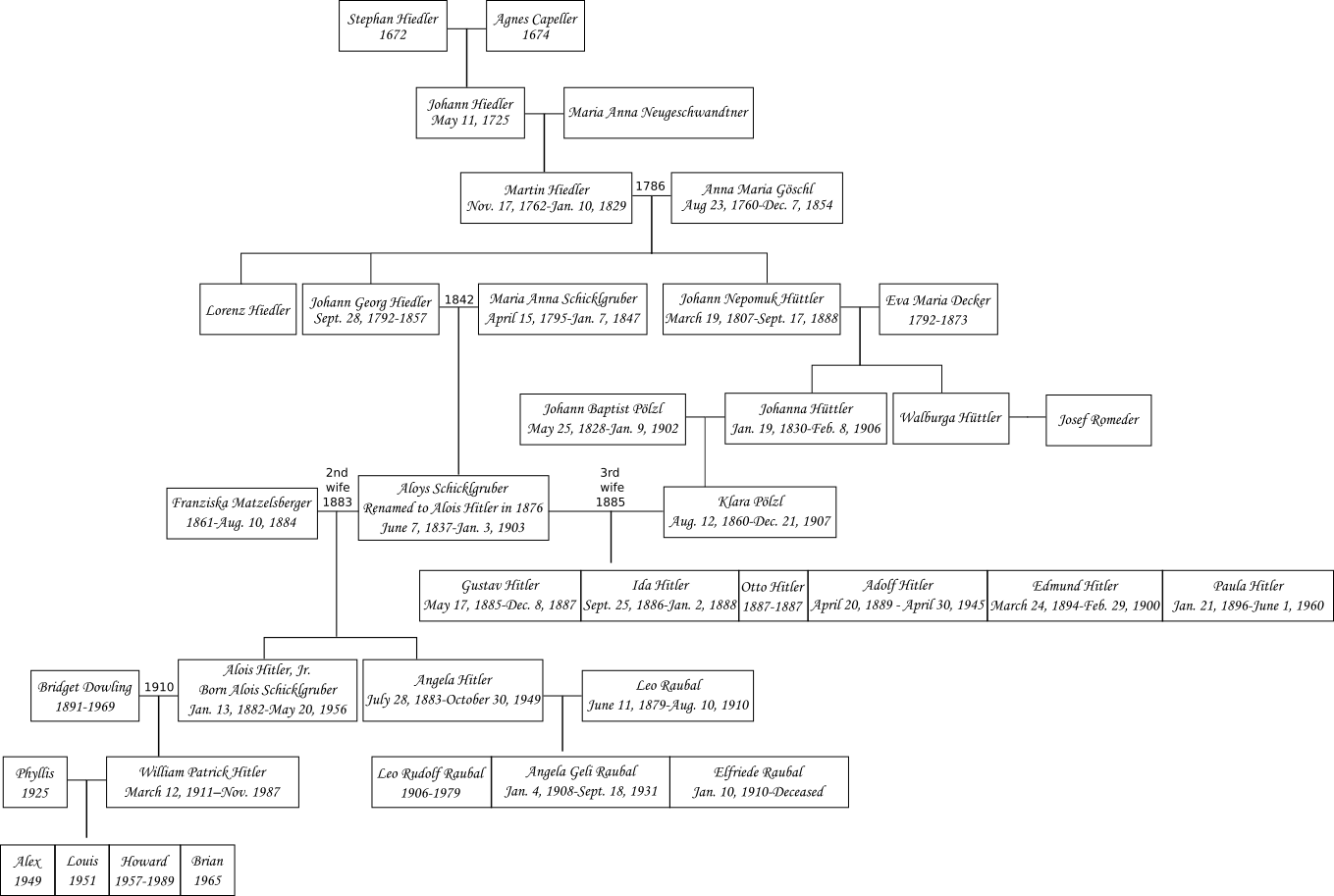
Hitlerův rodokmen (klepnutím zvětšíte)

Hitlerova sestra a tedy poslední žijící blízká příbuzná Paula zemřela v roce 1960.
Nejprominentnějším a nejdéle žijícím příbuzným Adolfa Hitlera byl jeho synovec William Patrick Hitler (1911–1987). Se svou ženou Phyllis žil na Long Islandu v New Yorku a měl čtyři syny. Ani jeden z jeho synů zatím nemá vlastní děti.
V průběhu let se mnoho investigativních novinářů pokoušelo vystopovat vzdálené Hitlerovy příbuzné, ale mnozí z nich žili v ústraní pod změněnými jmény.
- Eva Braunová – milenka a později manželka
- Alois Hitler – otec
- Klara Hitlerová rozená Pölzlová – matka
- Gustav Hitler (1885–1887) – bratr
- Ida Hitlerová (1886–1888) – sestra
- Otto Hitler (1892–1892) – bratr
- Edmund Hitler (1894–1900) – bratr
- Paula Hitlerová (1896–1960) – sestra, používala jméno Paula Wolffová
- Alois Hitler mladší (1882–1956) – polorodý bratr
- Bridget Dowlingová (1891–1969) – švagrová (manželka Aloise Hitlera ml.)
  - William Patrick Hitler (1911–1987) – synovec (starší syn Aloise ml.), změnil si příjmení na Stuart-Houston
    - Alexander Adolf Stuart-Houston (* 1949) – prasynovec (syn Williama Hitlera)
    - Louis Stuart-Houston (* 1951) – prasynovec (syn Williama Hitlera)
    - Howard Ronald Stuart-Houston (1957–1989) – prasynovec (syn Williama Hitlera)
    - Brian William Stuart-Houston (* 1965) – prasynovec (syn Williama Hitlera)

  - Heinrich Hitler (1920–1942) – synovec (mladší syn Aloise ml.)
- Angela Hitlerová (1883–1949) – polorodá sestra
  - Leo Raubal ml. (1906–1977) – synovec, syn Angely
    - Peter Raubal (*1931) – prasynovec (syn Leo Raubala ml.)

  - Angela „Geli“ Raubalová (1908–1931) – neteř, dcera Angely, Hitler k ní měl velice blízký vztah
  - Elfriede Raubalová (1910–1993) – neteř, dcera Angely
    - Heiner Hochegger (* 1945) – prasynovec, syn Elfriede Raubal
- Maria Schicklgruberová – babička z otcovy strany
- Johanna Hiedlerová – babička z matčiny strany
- Johann Georg Hiedler – předpokládaný dědeček
- Johann Nepomuk Hiedler – pradědeček z matčiny strany, zároveň předpokládaný prastrýc a možná Hitlerův skutečný dědeček z otcovy strany

## Genetický výzkum původu Hitlerových předků
„DNA testy provedené na vzorcích slin od 39 Hitlerových známých příbuzných ukázaly, že se v jejich genomu vyskytuje haploskupina E1b1b1, která je častá u Berberů v Maroku, Alžírsku a Tunisku, vyskytuje se rovněž ve 20 % u aškenazských Židů. Nelze tedy vyloučit, že tito lidé mají příbuzenské vazby na některou z uvedených skupin ... .“ Renomovaný portál Eupedia, zabývající se genetikou, Hitlerovu haploskupinu E1b1b nezpochybňuje a uvádí u jeho jména tento text: „Ronny Decorte, genetik z Katolické univerzity v Lovani v Belgii, testoval příbuzné Adolfa Hitlera a zjistil, že Führer patří do haploskupiny E1b1b. Je ironií, že tato haploskupina byla považována za původ afroasijských jazyků, které zahrnují semitské jazyky a národy, kterými Hitler tolik opovrhoval.“